# Предводителят
„Предводителят“ (на английски: Pathfinder) е американски епичен екшън филм от 2007 г. на режисьора Маркъс Нипсел, а сценарият е на Лаета Калогридис. Разпространен от „Туентиът Сенчъри Фокс“, във филма участват Карл Ърбан, Кланси Браун, Ралф Мьолер, Муун Блъдгуд, Ръсел Мийнс, Джей Таваре и Натаниел Арчанд.
Филмът е базиран на норвежкия филм „Водачът“ от 1987 г. Той също е адаптиран като графичен роман, публикуван от „Дарк Хорс Комикс“ през 2006 г.